# رافائل ژمینیانی
رافائل ژمینیانی (فرانسوی: Raphaël Géminiani‎؛ زادهٔ ۱۲ ژوئن ۱۹۲۵ – درگذشتهٔ ۵ ژوئیه ۲۰۲۴) دوچرخه‌سوار اهل فرانسه بود.
از فیلم‌ها یا برنامه‌های تلویزیونی که وی در آن نقش داشته‌است می‌توان به مصیبت و همدردی اشاره کرد.